# David Reimer
David Peter Reimer, nato Bruce Peter Reimer (Winnipeg, 22 agosto 1965 – Winnipeg, 5 maggio 2004), è stato un cittadino canadese nato maschio ma sessualmente riassegnato come femmina e cresciuto come tale in base ai consigli medici seguiti alle complicanze di un intervento di circoncisione, subito durante la prima infanzia e che risultò in una grave lesione del suo pene.
Lo psicologo John Money ha supervisionato il caso e dichiarò che la terapia di riassegnazione si era rivelata un successo. Il sessuologo accademico Milton Diamond in seguito riferì che Reimer, inconsapevole del cambiamento di genere subito da neonato, non si identificò mai con una donna e che dall'età di 15 anni iniziò a vivere come un uomo. Ben noto negli ambienti medici per anni in modo anonimo come il caso "John/Joan", Reimer in seguito volle che la sua storia fosse resa pubblica per aiutare a scoraggiare pratiche mediche simili. David Reimer si è suicidato nel 2004 dopo aver sofferto per anni di grave depressione, instabilità finanziaria e un matrimonio travagliato.

## Biografia

### Infanzia
Reimer nacque a Winnipeg (Manitoba), il 22 agosto 1965, primo di due gemelli monozigoti. Fu chiamato Bruce mentre il suo gemello identico ricevette il nome di Brian. I genitori erano Janet e Ron Reimer, una coppia di fedeli mennoniti che si era sposata nel dicembre precedente. All'età di sei mesi, stante la difficoltà di entrambi di urinare, fu loro diagnosticata una fimosi. Venne così consigliato di ricorrere alla circoncisione all'età di sette mesi. Il 27 aprile 1966 un urologo eseguì l'operazione usando il metodo non convenzionale di elettrocauterizzazione, ma la procedura non andò come previsto dai medici, ed il pene di Bruce fu irrimediabilmente danneggiato. I medici scelsero di non operare Brian, la cui fimosi si risolse rapidamente senza intervento chirurgico.
All'inizio del 1967 i genitori di Bruce, preoccupati per la sua futura felicità e vita sessuale, lo portarono al Johns Hopkins Hospital di Baltimora (Stati Uniti), dove il bambino fu visitato da John Money, uno psicologo che stava costruendosi una reputazione come pioniere nel campo dello sviluppo sessuale e dell'identità di genere, con studi su pazienti intersessuali. Money era uno dei principali sostenitori della "teoria della neutralità di genere", secondo la quale l'identità sessuale si sviluppa prevalentemente sulla base del contesto sociale in cui è vissuta l'infanzia (quindi è appresa) e può essere modificata attraverso opportuni interventi. I genitori di Bruce avevano visto alla televisione un'intervista di Money trasmessa nel febbraio 1967 nel programma This Hour Has Seven Days, durante la quale il medico aveva esposto le sue teorie sull'identità di genere.
John Money aveva accumulato una vasta esperienza nel trattamento dei pazienti intersessuali. Egli riteneva che i bambini nati con organi sessuali non chiaramente definiti potessero essere indirizzati verso l'uno o l'altro sesso. Secondo Money tale trattamento poteva essere applicato anche a Bruce Reimer. Indicandolo come il modo migliore per garantire la felicità del bambino, propose ai genitori di modificare chirurgicamente i suoi organi genitali, trasformandoli da maschili in femminili, e di allevarlo come una femmina.
All'età di 22 mesi Bruce fu operato da un'équipe di chirurghi del Johns Hopkins: gli furono asportati i testicoli e furono suturati il funicolo e i vasi che nell'età adulta avrebbero avuto la funzione di portare lo sperma all'uretra. Nel rinchiudere lo scroto i chirurghi, in base alle indicazioni di Money, modellarono "una rudimentale vagina esterna".
Successivamente Bruce fu sottoposto a un trattamento ormonale e seguito nel suo sviluppo secondo un programma di “riassegnazione” volto a farlo convivere con il suo nuovo genere sessuale. Il suo nome fu cambiato in Brenda e fu cresciuto come una bambina. Money lo visitò una volta all'anno per circa dieci anni. Il caso di Brenda era particolarmente interessante dal punto di vista scientifico per due motivi: innanzitutto aveva un fratello gemello, Brian, che poteva fungere da parametro di riferimento poiché condivideva lo stesso patrimonio genetico e lo stesso ambiente familiare. In secondo luogo, era il primo caso di un riassegnamento sessuale condotto non su un soggetto che portava malformazioni congenite o prenatali, ma che era nato con organi sessuali normali e completi.
John Money, sicuro che il trattamento avesse avuto successo, lo riportò nei suoi scritti come “il caso di John/Joan” per dimostrare che la teoria della neutralità di genere era corretta: Brenda aveva sviluppato un'identità femminile. Lo psicologo si era basato anche sulle dichiarazioni dei genitori, che riferivano di comportamenti diversi dei due gemelli.
Reimer dichiarò nella sua autobiografia che i genitori non riferirono i fatti in modo corretto e che in realtà non era mai riuscito a vivere come una bambina. Egli non pensò mai di essere una femmina. Visse invece tutte le angherie ed i soprusi che subiscono i bambini che non sono accettati dal gruppo: fu vittima di bullismo. Neanche gli estrogeni, che gli furono massicciamente somministrati per fargli crescere il seno, né le forzature psicologiche per modificarne il comportamento in senso femminile, riuscirono ad influenzare lo sviluppo della sua personalità maschile. All'età di 13 anni Reimer iniziò a pensare di togliersi la vita ed espresse il desiderio di non vedere più il dottor Money. Il cambiamento di genere si era rivelato un fallimento, sia sul piano teorico sia su quello pratico.
Finalmente, nel 1980 i suoi genitori gli dissero la verità: seguendo il consiglio dello psichiatra, gli parlarono della riassegnazione di genere al quale era stato sottoposto. A 14 anni Reimer decise di assumere la sua originaria identità maschile cambiando il suo nome in David. Fu sottoposto a un lungo ciclo di trattamenti chirurgici (doppia mastectomia e due interventi di falloplastica) e ormonali (iniezioni di testosterone).

### Età adulta
Il 22 settembre 1990 David si sposò con Jane Fontaine.
La sua storia salì all'attenzione internazionale nel 1997, quando una ricostruzione del suo caso fu pubblicata dal sessuologo Milton Diamond. Successivamente David Reimer decise di rendere pubblico il suo vissuto raccontandosi al giornalista e scrittore John Colapinto. Ne uscì un vivido ritratto, pubblicato nel dicembre dello stesso anno sulla rivista a larga diffusione «Rolling Stone». L'articolo, intitolato The True Story of John/Joan, vinse un premio nazionale, il "National Magazine Award" (1998). Colapinto scrisse anche un libro, As Nature Made Him: The Boy Who Was Raised as a Girl. Il libro, uscito nel 2000, portò alla ribalta Money e rivelò al mondo il fallimento del suo metodo.
Oltre alla difficile relazione con i genitori, Reimer ha dovuto affrontare la disoccupazione e la morte del fratello Brian avvenuta per un'overdose di antidepressivi il 1º luglio 2002. Il 2 maggio 2004 la moglie Jane gli annunciò l'intenzione di separarsi. La mattina del 4 maggio 2004, Reimer andò al parcheggio di un negozio di alimentari nella sua città natale di Winnipeg e si tolse la vita sparandosi alla testa con un fucile a canne mozze. Aveva 38 anni. Venne sepolto nel St. Vital Cemetery a Winnipeg.

## Impatto sociale della storia di David Reimer
Il saggio di Diamond ed il libro sulla vita di Reimer hanno contribuito a confutare la teoria della riassegnazione, che aveva prevalso nel campo clinico per trent'anni a partire dagli anni sessanta. Inoltre hanno permesso di avere una migliore comprensione della biologia delle differenze tra i sessi. Nella biografia di Colapinto è descritto che diverse sessioni di terapia infantile erano forzate, il che dimostra come il programma di Money non fosse efficace.
La scoperta del suo caso ha accelerato il declino della pratica sviluppata da John Money sui soggetti maschili nati con micropene, oppure con malformazioni genitali rare o, ancora, che hanno subito l'asportazione del pene nella prima infanzia.